# Михаило Стојановић Пуљо
Михаило Стојановић Пуљо (Лужац, код Берана, 1918 — Колашин, 1942) био је учесник Народноослободилачке борбе и народни херој Југославије.

## Биографија
Рођен је 1918. године у селу Лужац код Берана, у сиромашној сељачкој породици Максима Стојановића. После завршене основне школе, бавио се земљорадњом. Као седамнаестогодишњак, укључио се у револуционарни омладински покрет, и 1935. године постао члан СКОЈ-а. Истакао се у многим акцијама које су Комунистичка партија Југославије и СКОЈ водили у беранском срезу. Нарочито се истакао у демонстрацијама у Беранама, 1938, и на Заграду, 1940. године, када се сукобио с полицијом. У КПЈ је примљен 1938. године.
После слома Југославије у Априлском рату, по задатку Месног комитета КПЈ, радио је на обучавању омладине у руковању оружјем. Извршавао је и друге задатке у припремама народа за оружану борбу против окупатора. Био је међу првим борцима Лужачког герилског одреда, када је почела борба против окупатора. Нарочито је испољио велику присебност и храброст приликом упада италијанске јединице у село, с намером да га уништи, а људе поубија и одведе у интернацију. У тренутку када је међу младим, неискусним борцима завладала паника, појурио је сам у сусрет непријатељу и рафалима митраљеза зауставио продор Италијана.
Истакао се у борби за ослобођење Берана, јула 1941. године и касније у одбрани слободне територије. Ујесен исте године извршио је више значајних диверзантских акција, по задатку политичког и војног руководства НОП-а беранског среза, разоружавши чак и неколико непријатељских стража. Направио је велики борбени подвиг у Пљеваљској бици, 1. децембра 1941. године, када је као митраљезац у воду међу првима успео да продре у град и заузме добро брањену и утврђену зграду гимназије, одакле је тукао непријатеља. Приликом повлачења партизана, сам је митраљезом штитио одступницу. У једном тренутку митраљез му је отказао, али је Пуљо бомбама зауставио налет Италијана и тако омогућио повлачење партизана.
Пошто се борио по изузетно хладној зими, са слабом обућом, промрзле су му ноге. Постао је непокретан, па су га другови склонили код рођака у Трешњеву, у андријевичком срезу. Ту су га открили четници и, промзла и готово непокретна, спровели га у колашински четнички затвор. Одбио је четничке понуде и наговоре да се одрекне Комунистичке партије, уз гаранцију да му се поклони живот. Био је изложен мукама, али нису успели да га сломе. Упутио им је ове речи:„Било жив било мртав, ја сам комунист, и ви ме само таквог можете убити“.
Стојановић је до краја издржао сва мучења, све док није стрељан 1942. године на путу између Бара Краљских и Колашина.
Његов лик неустрашивог хероја послужио је књижевнику Михаилу Лалићу да напише надахнуто кратку новелу „Митраљезац Пуљо“, у коме је на уметнички начин приказао лик борца комуниста који се не плаши смрти.
Одлуком председника Федеративне Народне Републике Југославије Јосипа Броза Тита, 27. новембра 1953. године, проглашен је за народног хероја.